# Список замків Шотландії

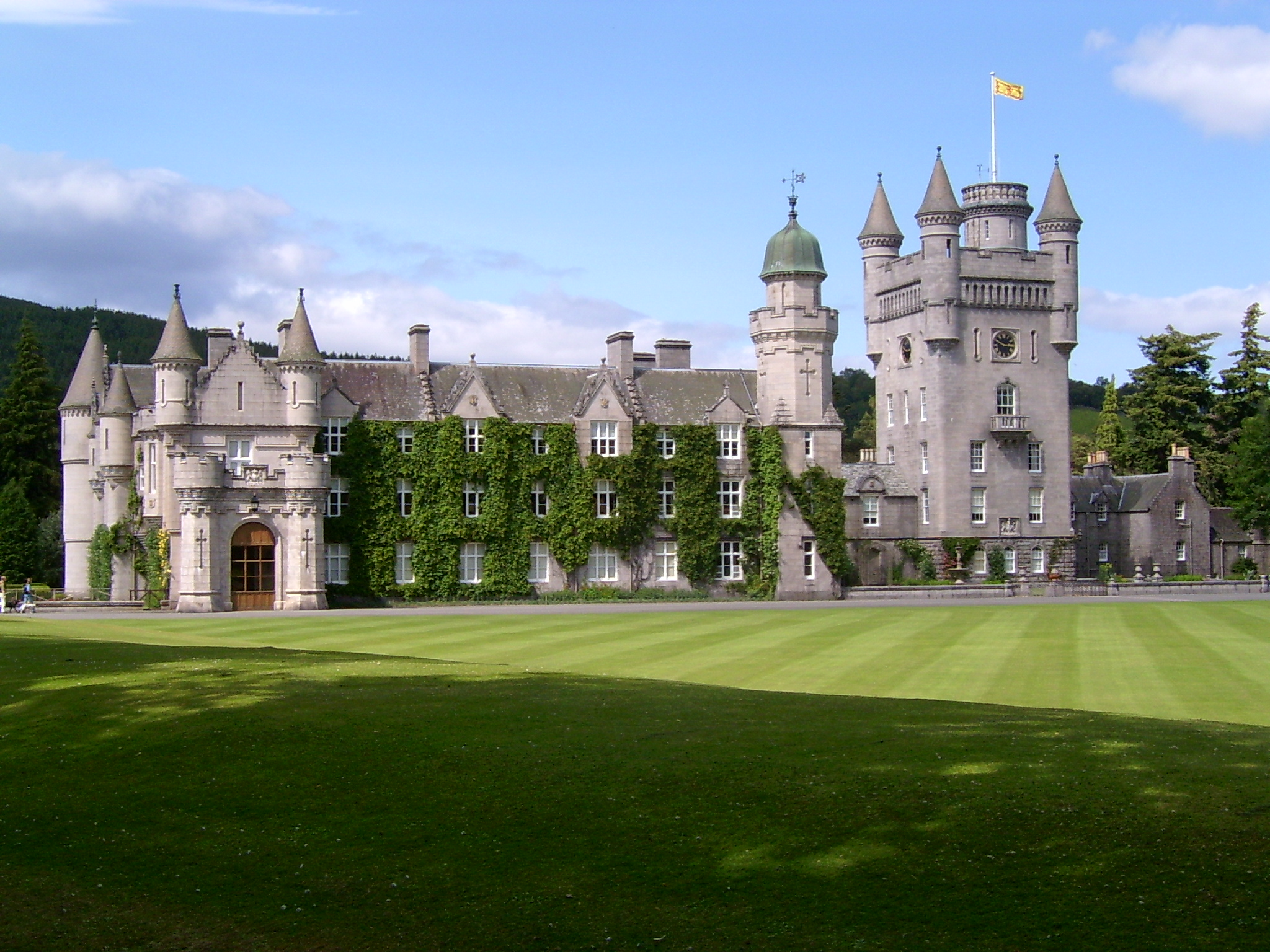
Замок Балморал, приватна резиденція англійських королів в Шотландії.

Шотландія багата не тільки безліччю природних див, але так само і своїми замками, палацами та фортецями. Замки є частиною шотландської культури. 
На території Шотландії знаходиться близько 3000 замків.
Починаючи з заснування королівства скотів королем Кеннетом Мак-Альпіном у 843 році й аж до приєднання до Англії, за Англо-шотландською унією 1707 року, шотландські замки переважно грали роль оборонних споруд. Високі, увінчані вежами, обнесені мурами та бастіонами, вони не тільки служили для захисту, але були адміністративним центром та місцем проживання сім'ї, слуг і воїнів того чи іншого феодала. Одиночна вежа або замок з вежами — найбільш поширені архітектурні форми, що зустрічаються як у віддалених гірських районах Північно-Шотландського нагір'я, так і на рівнинах на кордоні з Англією. 
Типовий замок в Шотландії мав три поверхи, що з'єднані дерев'яними або кам'яними гвинтовими сходами, причому останній поверх нависав над нижніми. Таким він залишався впродовж тисячоліть — від оборонних веж піктів і скотів до величних палаців вікторіанської епохи. З плином часу архітектура замків зазнавала деяких змін, однак найбільший інтерес викликають ті з них, яким вдалося зберегти свою відмінну особливість — фортечні вежі. 
Замки Шотландії зараз виконують найрізноманітніші функції, дуже часто в них розташовуються готелі, ресторани, картинні галереї чи музеї.

## Абердиншир

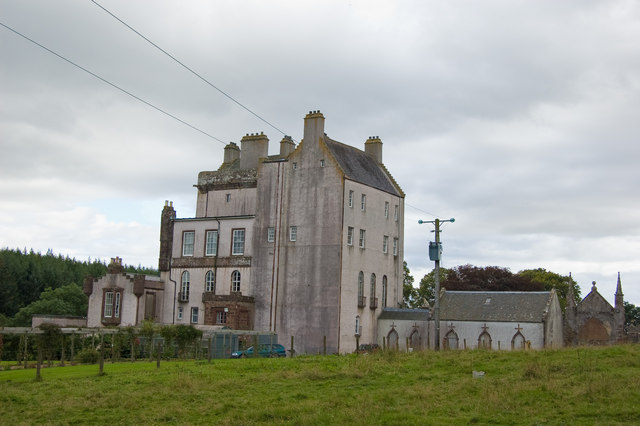
Замок Делгаті

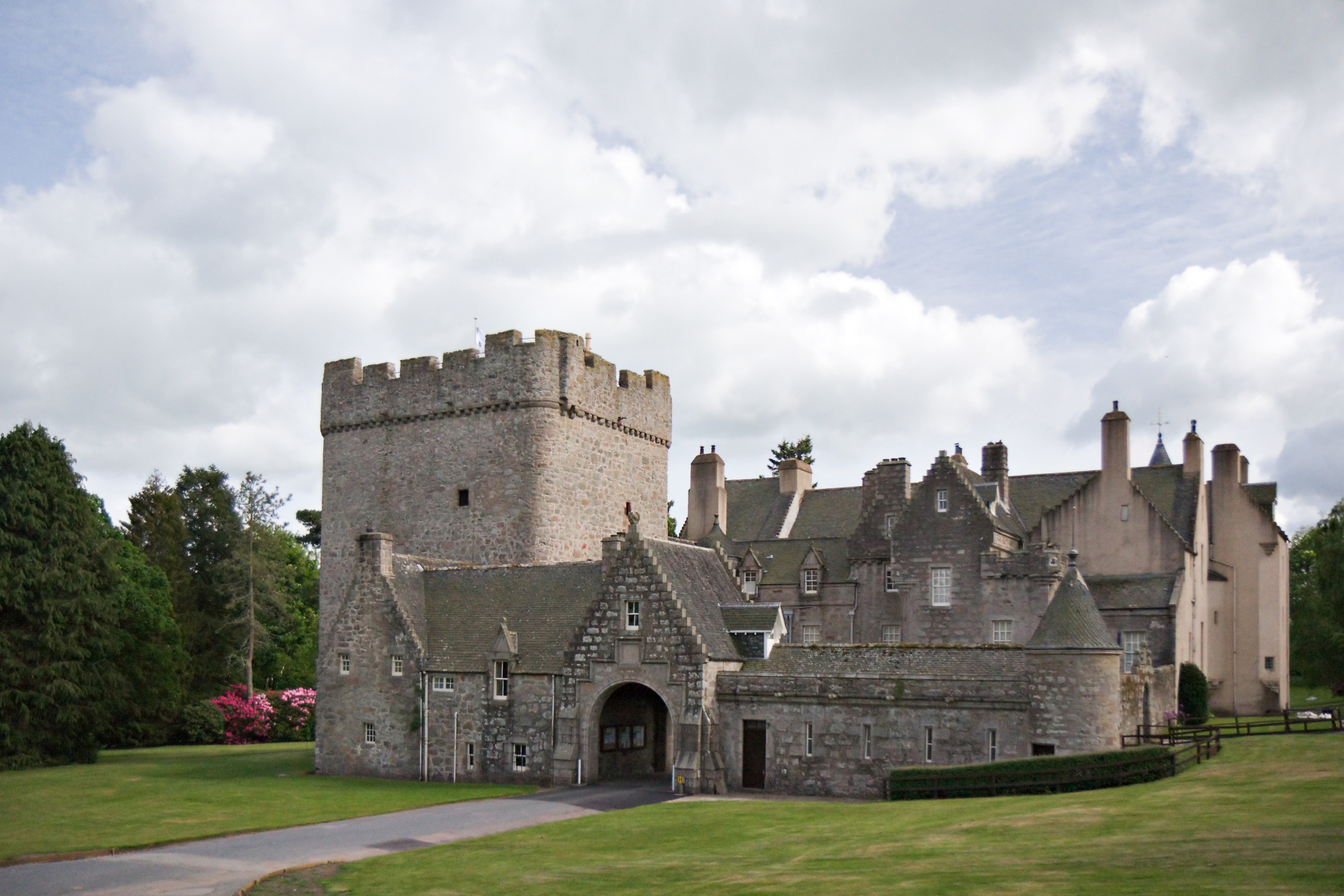
Замок Драм

- Балморал (англ. Balmoral Castle)
- Бремар (англ. Braemar Castle)
- Даннідір (англ. Dunnideer Castle)
- Данноттар (англ. Dunnottar Castle)
- Делгаті (англ. Delgatie Castle)
- Драм (англ. Drum Castle)
- Гленбахат (англ. Glenbuchat Castle)
- Кілдраммі (англ. Kildrummy Castle)
- Крегівар (англ. Craigievar Castle)
- Коґарф (англ. Corgarff Castle)
- Махаллс (англ. Muchalls Castle)
- Слейнс (англ. Slains Castle)
- Фінлейтер (англ. Findlater Castle)
- Феттерессо (англ. Fetteresso Castle)
- Фиви (англ. Fyvie Castle)
- Фрейзер (англ. Fraser Castle)
- Хантли (англ. Huntly Castle)

## Ангус

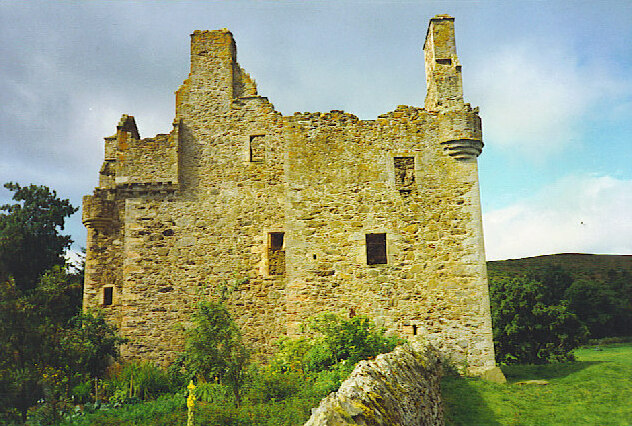
Замок Гленбахат

- Бречин (англ. Brechin Castle)
- Ґатрі (англ. Guthrie Castle)
- Ґламз (англ. Glamis Castle)
- Гленбахат (англ. Glenbuchat Castle)
- Колістон (англ. Colliston Castle)
- Рутвен (англ. Ruthven Castle)
- Фіневон (англ. Finavon Castle)
- Форфар (англ. Forfar Castle)
- Едзел (англ. Edzell Castle)

## Аргілл-і-Б'ют

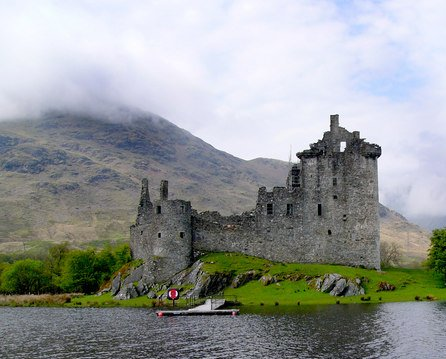
Замок Кілхурн

- Ґленґорм (англ. Glengorm Castle[en])
- Даноллі (англ. Dunollie Castle)
- Данстафнейдж (англ. Dunstaffnage Castle)
- Дуарт (англ. Duart Castle[en])
- Дунанс (англ. Dunans Castle)
- Карнасері (англ. Carnasserie Castle[en])
- Кілхурн (англ. Kilchurn Castle)
- Лахлан (англ. Lachlan Castle[en])
- Мой (англ. Moy Castle[en])
- Скіпнесс (англ. Skipness Castle)
- Сталкер (англ. Castle Stalker)

## Гебридські острови

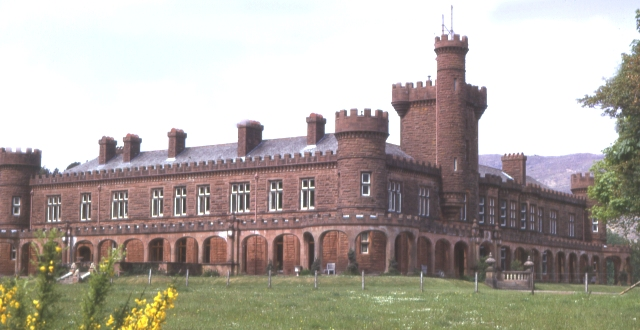
Замок Кінлох

- Кінлох (англ. Kinloch Castle)
- Кісімул (англ. Kisimul Castle)

## Глазго
- Крукстон (англ. Crookston Castle)

## Західний Данбартоншир

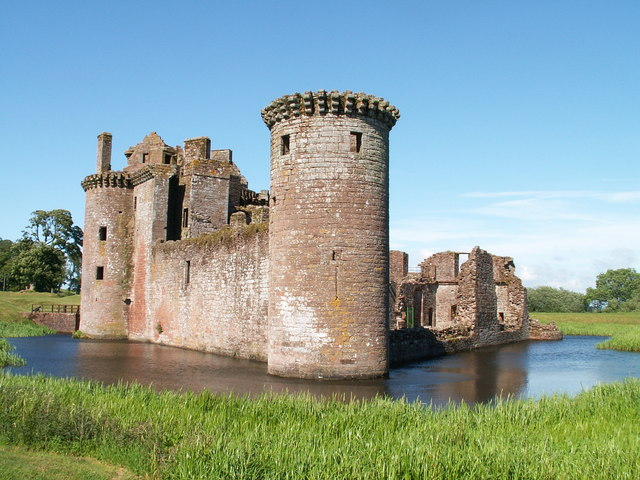
Замок Керлаверок

- Дамбартон (англ. Dumbarton Castle)

## Дамфріс і Галловей
- Драмланриг (англ. Drumlanrig Castle)
- Керлаверок (англ. Caerlaverock Castle)
- Клозберн (англ. Closeburn Castle)
- Трив (англ. Threave Castle)

## Данді

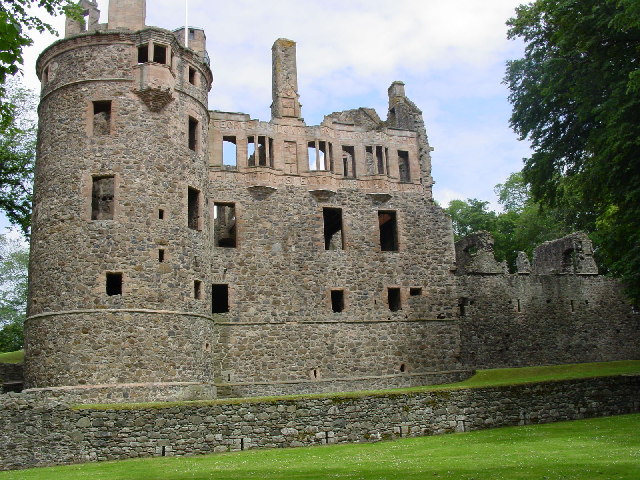
Замок Гантлі

- Гантлі (англ. Huntly Castle)

## Південний Ланаркшир

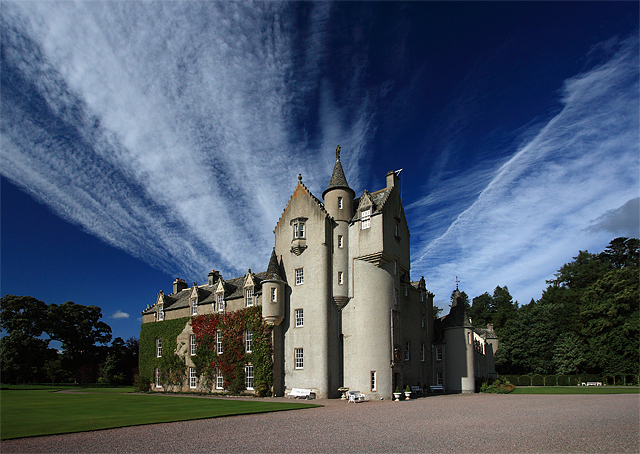
Замок Балліндаллох

- Ботвел (англ. Bothwell Castle)
- Кроуфорд (англ. Crawford Castle)
- Портенкрос (англ. Portencross Castle)

## Східний Лотіан
- Бортвик (англ. Borthwick Castle)
- Дирлітон (англ. Dirleton Castle)
- Танталон (англ. Tantallon Castle)
- Единбурґ (англ. Edinburgh Castle)

## Середній Лотіан
- Блекнес (англ. Blackness Castle)
- Далгаусі (англ. Dalhousie Castle)
- Крайтон (англ. Crichton Castle)

## Морей

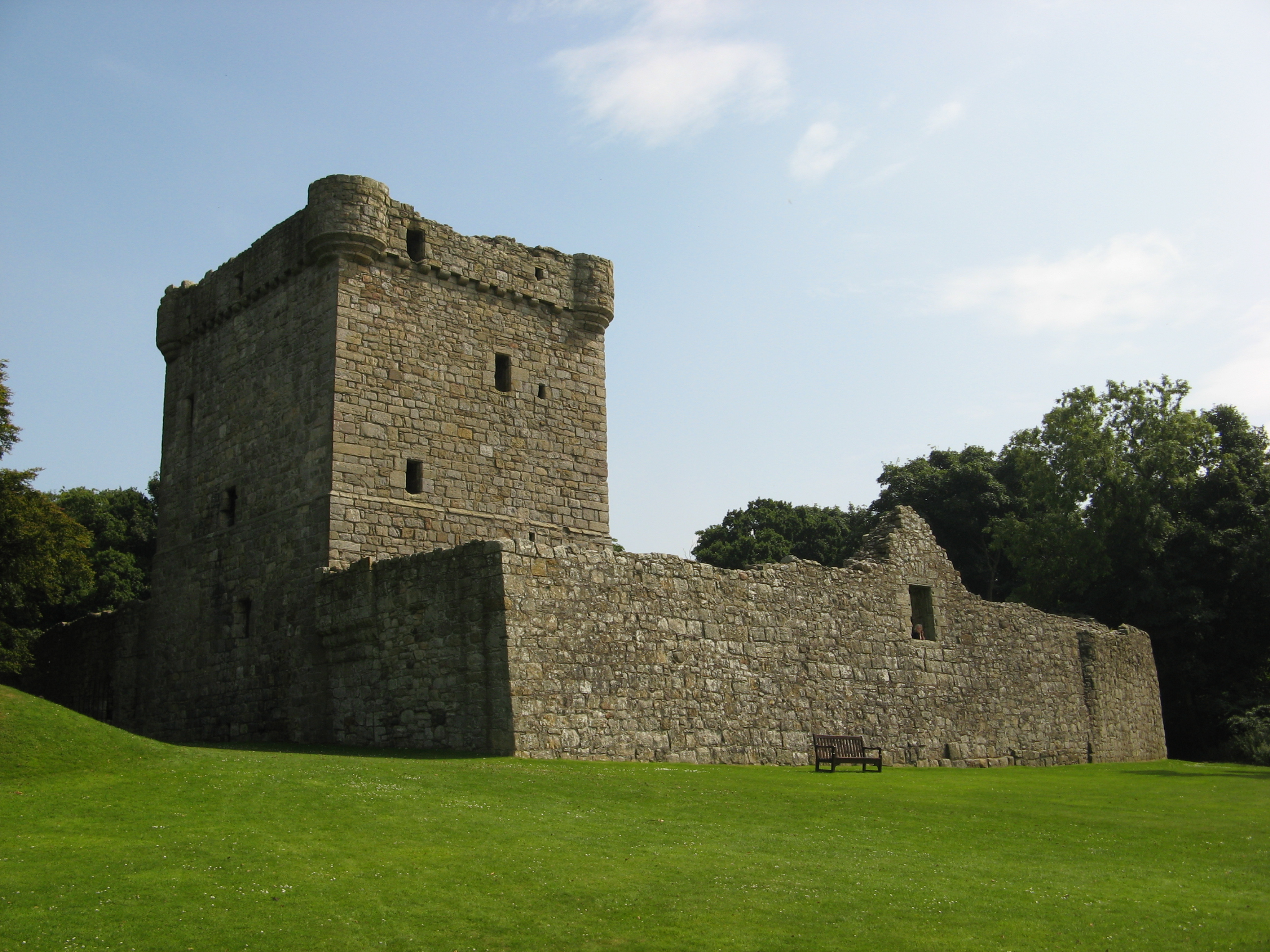
Замок Лохлевен

- Балвені (англ. Balvenie Castle)
- Балліндаллох (англ. Ballindalloch Castle)
- Броді (англ. Brodie Castle)
- Охіндун (англ. Auchindoun Castle)

## Оркнейські острови
- Белфур (англ. Balfour Castle)
- Нолтленд (англ. Noltland Castle)

## Перт-і-Кінросс

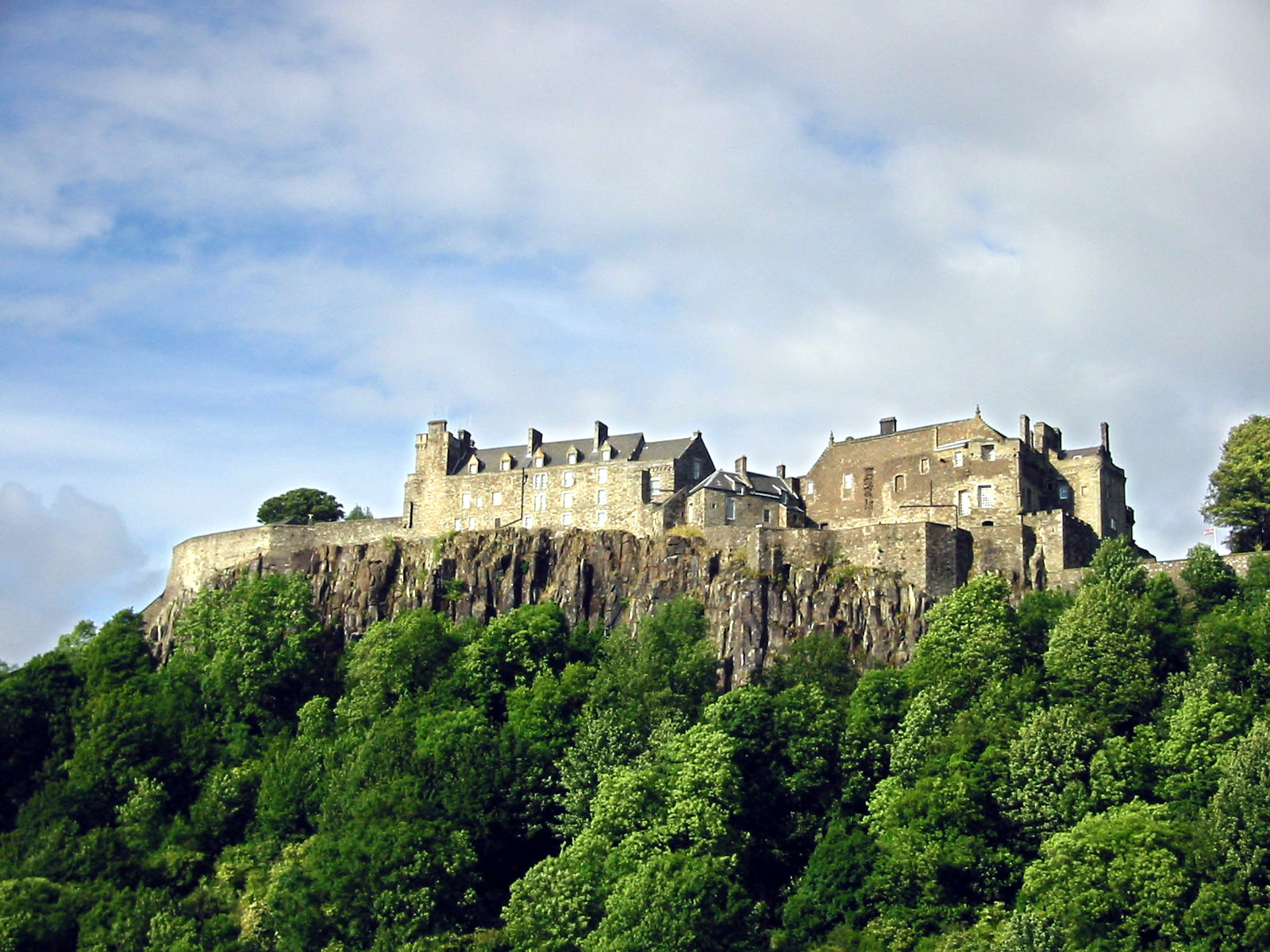
Замок Стерлінг

- Лохлевен (англ. Lochleven Castle)
- Макдаф (англ. MacDuff's Castle)
- Метвен (англ. Methven Castle)

## Стерлінг
- Дун (англ. Doune Castle)
- Стерлінг (англ. Stirling Castle)

## Файф

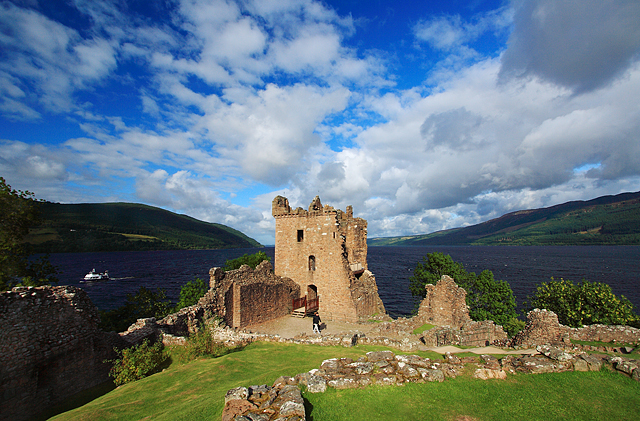
Замок Аркарт

- Абердур (англ. Aberdour Castle)
- Вимс (англ. Wemyss Castle)
- Келі (англ. Kellie Castle)
- Лордскерні (англ. Lordscairnie Castle)
- Россенд (англ. Rossend)
- Фордел (англ. Fordell)

## Гайленд

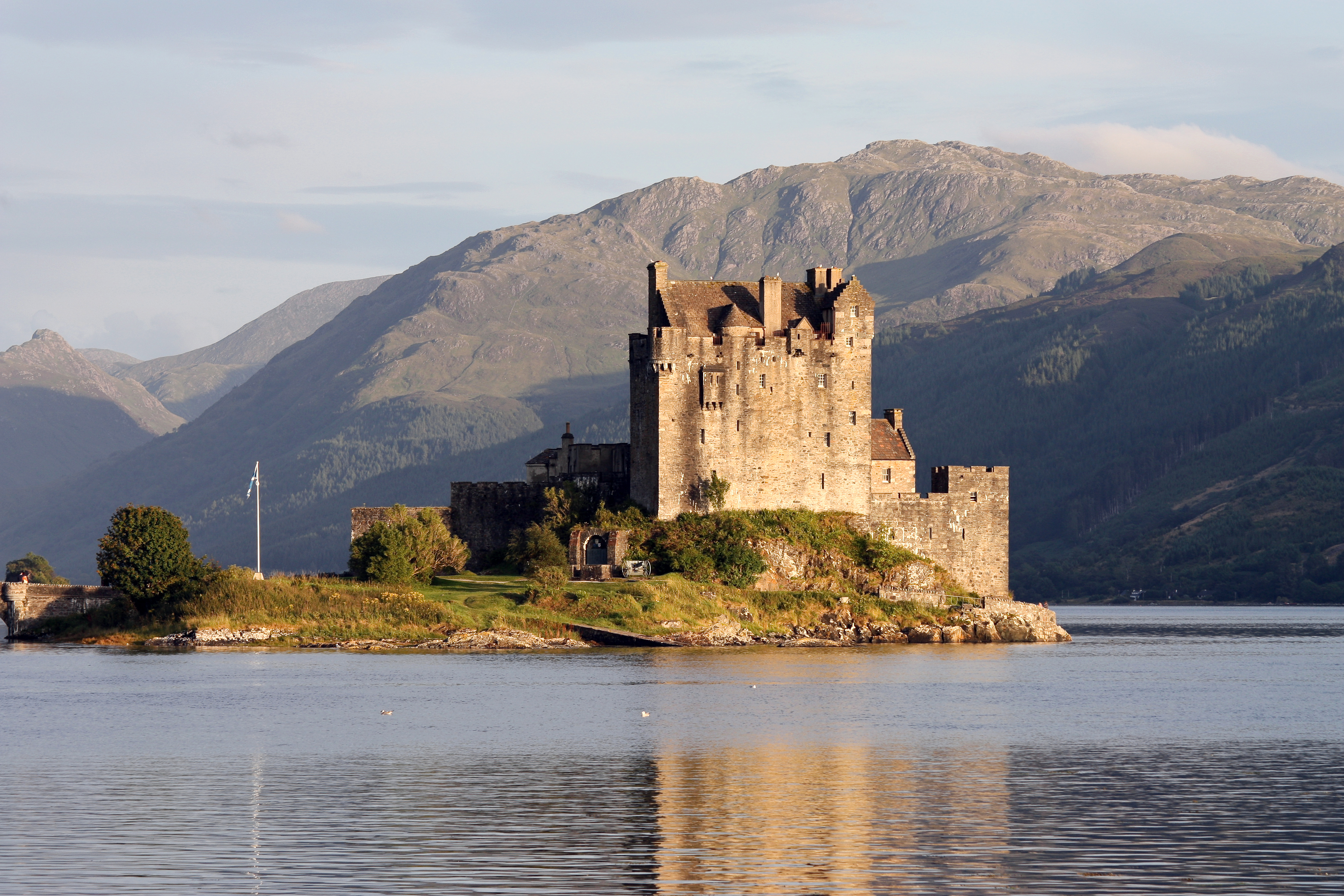
Замок Ейлен-Донан

- Адврек (англ. Ardvreck Castle[en])
- Аркарт (англ. Urquhart Castle)
- Армадейл (англ. Armadale Castle[en])
- Ахнакаррі (англ. Achnacarry Castle[en])
- Бофор[en]
- Брааль (англ. Braal Castle[en])
- Данбіт (англ. Dunbeath Castle[en])
- Данвеґан (англ. Dunvegan Castle[en])
- Данталм (англ. Duntulm Castle[en])
- Дорнох (англ. Dornoch Castle)
- Ейлен-Донан (англ. Eilean Donan Castle)
- Інвернес (англ. Inverness Castle[en])
- Крейґ (англ. Craig Castle[en])
- Мінґарі (англ. Mingarry Castle[en])
- Моніак (англ. Moniack Castle[en])
- Нок (англ. Knock Castle[en])
- Скібо (англ. Skibo Castle[en])
- Тіорам (англ. Tioram Castle[en])

## Шетландські острови

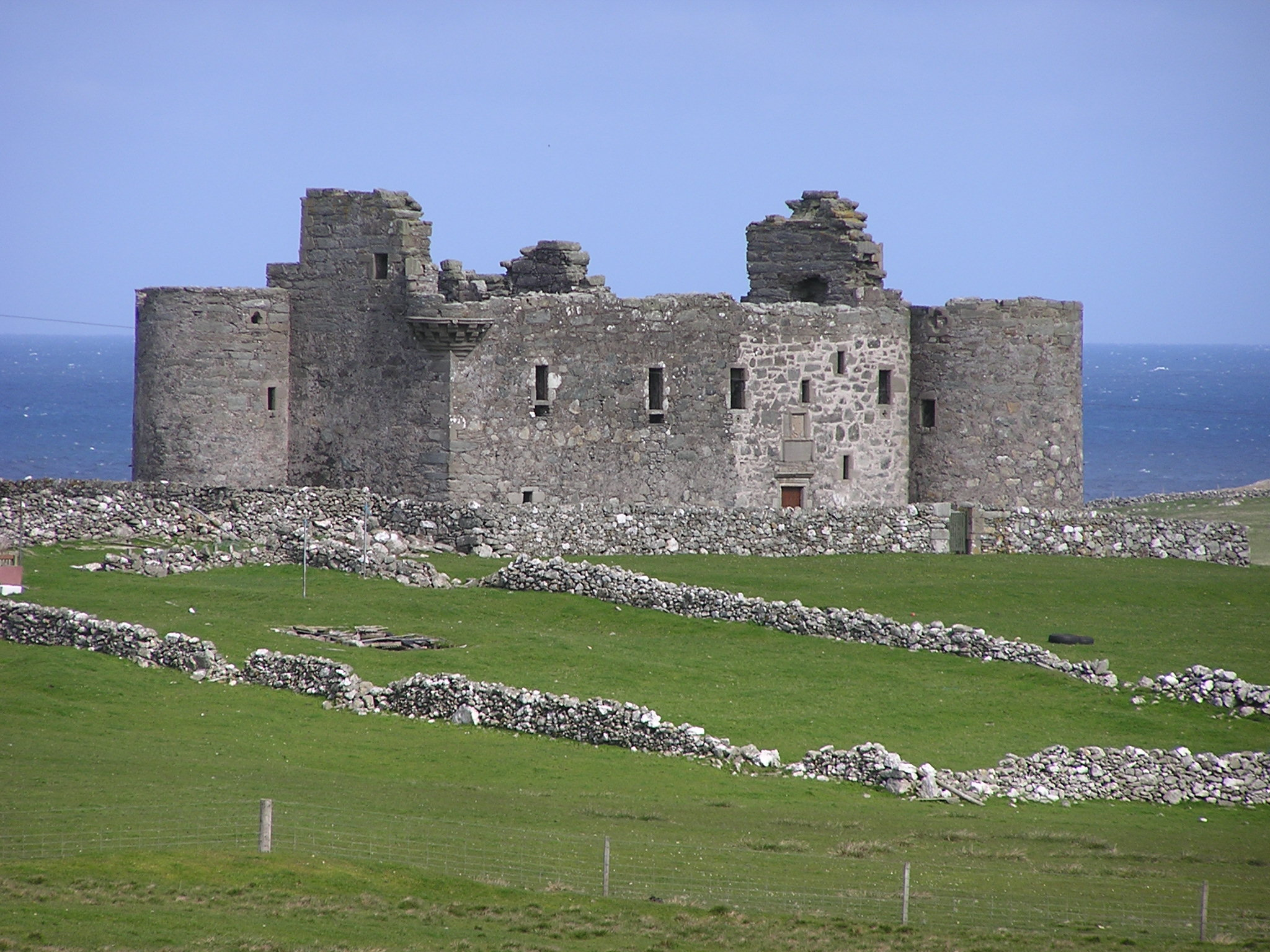
Замок Манесс

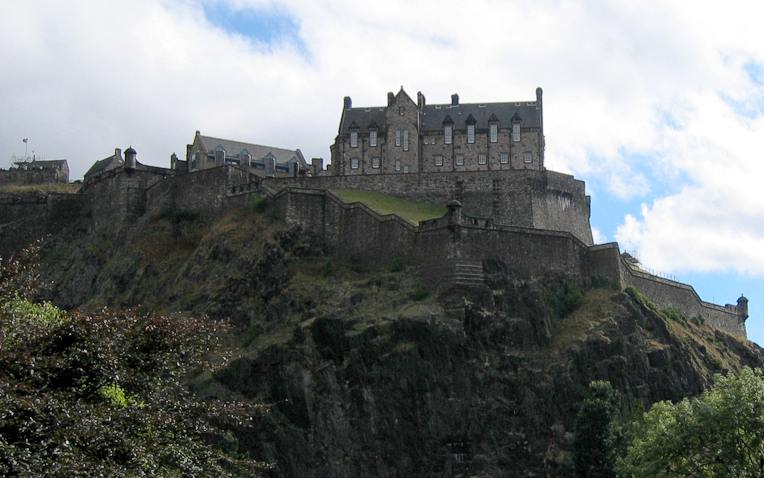
Единбурзький замок

- Манесс (англ. Muness Castle)
- Скалловей (англ. Scalloway Castle)

## Шотландські кордони
- Данс (англ. Duns Castle)
- Дрочіл англ. Drochil Castle
- Нейдпат (англ. Neidpath Castle)
- Флорс (англ. Floors Castle)
- Ермітаж (англ. Hermitage Castle)
- Ведерберн (англ. Wedderburn Castle)

## Единбург

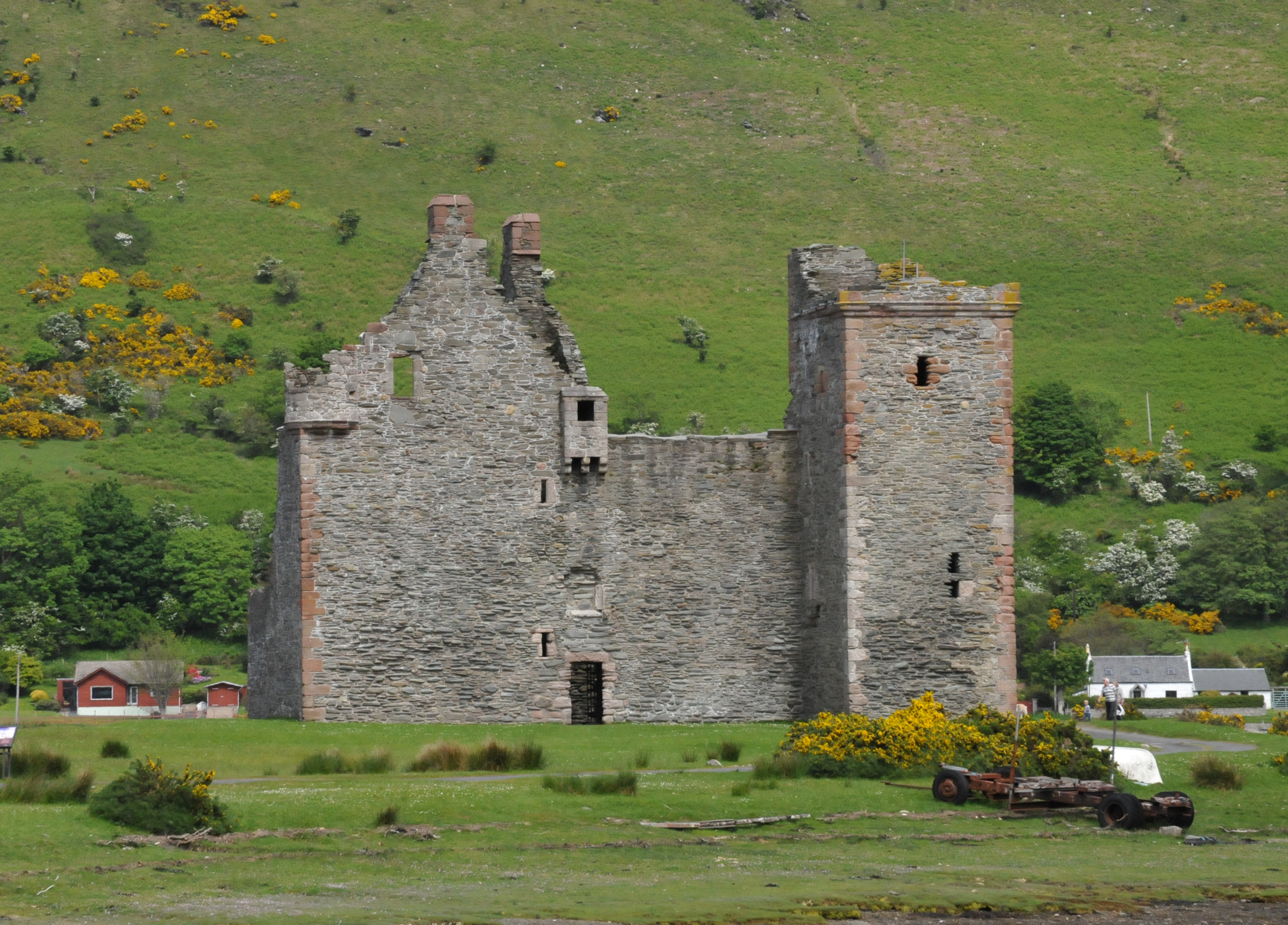
Замок Лохранза

- Единбурзький замок

## Східний Ершир
- Дин (англ. Dean Castle)
- Лохдун (англ. Lochdoon Castle)
- Трабох (англ. Trabboch Castle)

## Північний Ершир
- Бродік (англ. Brodick Castle)
- Лохранза (англ. Lochranza Castle)

## Південний Ершир

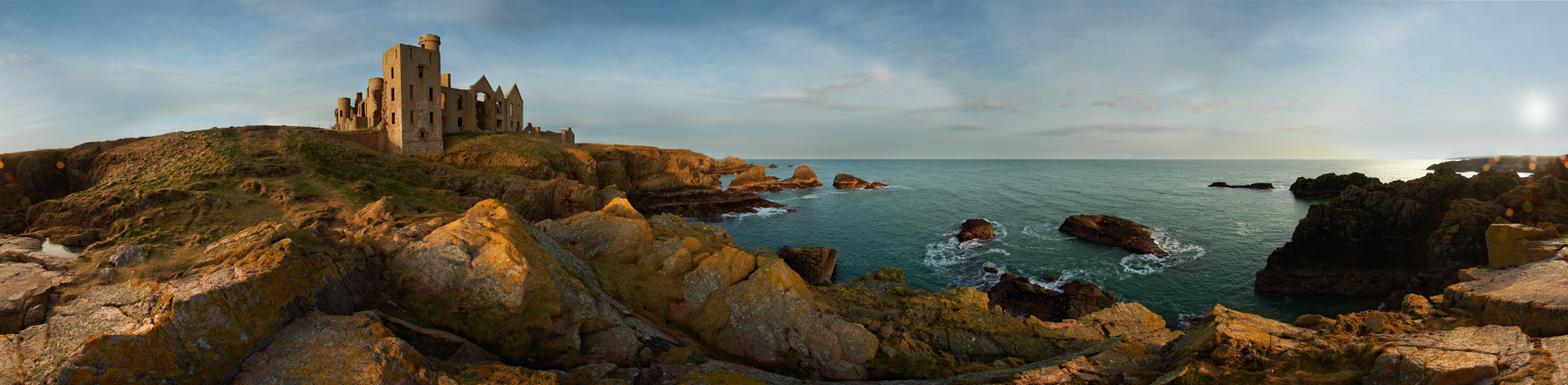
Замок Слейнс

- Ґленап (англ. Glenapp Castle)
- Калейн (англ. Culzean Castle)
- Сандрам (англ. Sundrum Castle)
- Томастон (англ. Thomaston Castle)